# اولنا تسیهیتسیا
اولنا تسیهیتسیا (انگلیسی: Olena Tsyhytsia؛ زادهٔ ۸ آوریل ۱۹۷۵) بازیکن هندبال اهل اتحاد جماهیر شوروی سوسیالیستی است.